# System nawadniający Ukrainy
System nawadniający Ukrainy.
Ponieważ w południowych i wschodnich częściach Ukrainy odnotowuje się deficyt wody, związany zarówno z suchym klimatem, jak i niefrasobliwą, rozrzutną gospodarką, stworzono wielkie systemy nawadniające, dostarczające wodę do nawadniania użytków rolnych oraz dla potrzeb miast i przemysłu.
Składają się one ze stacji poboru wody, rurociągów, kanałów nawadniających, stacji pomp, stacji rozdzielczych i sieci urządzeń zraszających.
Do największych takich systemów należą:
- bortnicki (w obwodzie kijowskim)
- kachowski (w obwodzie chersońskim i zaporoskim)
- krasnoznamieński (w obwodzie chersońskim)
- dolnodniestrzański (w obwodzie odeskim)
- przyazowski (w obwodzie donieckim i zaporoskim)
- ingulecki (w obwodzie mikołajowskim)
- systemy kanału Dniepr-Donbas